# Henryk (hrabia Monpezat)
Henryk Glücksburg (duń. Henrik Carl Joachim Alain; ur. 4 maja 2009 w Kopenhadze) – hrabia Monpezat, wnuk królowej Danii, Małgorzaty II. Jest trzecim dzieckiem księcia Danii, Joachima Glücksburga, oraz pierwszym dzieckiem jego drugiej żony, Marii Cavallier. Obecnie zajmuje ósme miejsce w linii sukcesji do duńskiego tronu – za swoim przyrodnim bratem, Feliksem, a przed młodszą siostrą – Ateną.

## Życiorys
Urodził się 4 maja 2009 roku o godzinie 4.57 w szpitalu Rigshospitalet w Kopenhadze jako trzecie dziecko księcia Danii, Joachima Glücksburga, oraz pierwsze dziecko jego drugiej żony, Marii Cavallier.
26 lipca 2009 roku w kościele Møgeltønder został ochrzczony. Jego rodzicami chrzestnymi byli: księżna Maria, Charles Cavallier, Benjamin Grandet, Britt Davidsen Siesbye i Christian Scherfig.
Uczęszczał do prywatnej katolickiej szkoły Sct. Joseph Søstrenes Skole w Ordrup. Następnie, wraz z rodzicami i młodszą siostrą, przeprowadził się do Francji w związku z objęciem funkcji przez jego ojca.
28 września 2022 roku ogłoszono, że od początku następnego roku Henryk straci swoje prawo do posługiwania się tytułem Jego Wysokości księcia Danii. Zamiast tego będzie nazywany Jego Ekscelencją hrabią Monpezat. Decyzja królowej Małgorzaty II w tym zakresie była podyktowana jej chęcią „stworzenia ramy, dzięki której czwórka (jej) wnucząt będzie mogła w znacznie większym stopniu kształtować własne życie”. Spotkało się to jednak z dość ostrą reakcją pierwszej żony księcia Joachima – Aleksandry Manley – która stwierdziła, że decyzja była „jak grom z jasnego nieba” i spowodowała, że dzieci poczuły się „wykluczone” i „nie mogą zrozumieć, dlaczego odbiera im się ich tożsamość”. W odpowiedzi na to rzeczniczka rodziny królewskiej, Lene Balleby, poinformowała, że debata nad odebraniem tytułów książęcych dzieciom księcia Joachima trwała od maja 2022 roku, a sam książę „był zaangażowany i w pełni informowany na każdym etapie tego procesu”.

## Tytulatura
4 maja 2009 – 1 stycznia 2023: Jego Wysokość książę Henryk, hrabia Monpezat
od 1 stycznia 2023: Jego Ekscelencja Henryk, hrabia Monpezat